# André Ulla
André Ulla (Valderøy, 28 aprile 1973) è un ex calciatore norvegese, di ruolo portiere.

## Carriera

### Club
Dal 1991 al 1992, è stato in forza all'Aalesund. Ulla debuttò nella Tippeligaen con la maglia dello HamKam: il 2 maggio 1993, infatti, fu titolare nella sconfitta per 2-1 sul campo del Brann. L'anno seguente passò al Sogndal, debuttando il 17 aprile 1994, nel pareggio a reti inviolate sul campo del Tromsø. Dopo un biennio all'Eik-Tønsberg, si accordò con lo Skeid. Il primo incontro con questa casacca fu datato 15 giugno 1997, nella sconfitta per 5-1 in casa del Rosenborg. Rimase in squadra fino al 2003, per poi accordarsi con il Kongsvinger a partire dall'anno successivo. Nel 2007 tornò allo Skeid, mentre nel 2009 giocò al Brumunddal.

### Nazionale
Conta 22 presenze per la Norvegia under 21. La prima di queste arrivò il 2 giugno 1992, nella vittoria per 3-0 sulla Svizzera under 21.